# Mullsjö
Pour la commune, voir Mullsjö (commune).
Mullsjö est une localité de Suède. Sa population était de 5 452 habitants en 2010.